# Ederson Trinidad Lopes
Ederson Trinidad Lopes (sinh ngày 31 tháng 12 năm 1984) là một cầu thủ bóng đá người Brasil.

## Sự nghiệp câu lạc bộ
Ederson Trinidad Lopes đã từng chơi cho Thespakusatsu Gunma.

## Thống kê câu lạc bộ

### J.League
| Đội                 | Năm       | J.League | J.League | J.League Cup | J.League Cup | Tổng cộng | Tổng cộng |
| Đội                 | Năm       | Trận     | Bàn      | Trận         | Bàn          | Trận      | Bàn       |
| ------------------- | --------- | -------- | -------- | ------------ | ------------ | --------- | --------- |
| Thespakusatsu Gunma | 2013      | 20       | 4        | -            | -            | 20        | 4         |
| Thespakusatsu Gunma | 2014      | 12       | 3        | -            | -            | 12        | 3         |
| Tổng cộng           | Tổng cộng | 32       | 7        | 0            | 0            | 32        | 7         |